# تيارات البيانات الموحدة
التيارات الموحدة (بالإنجليزية: Standard stream)‏ أو تيارات البيانات الموحدة في برمجة الحاسوب تشير إلى قنوات إدخال وإخراج متصلة بين البرنامج الحاسوبي وبيئته عندما يبدأ في التنفيذ. تسمى اتصالات الإدخال/الإخراج (إ/إ) (بالإنجليزية: I/O)‏ الثلاث الإدخال الموحد (بالإنجليزية: stdin)‏ والإخراج الموحد (بالإنجليزية: stdout)‏ والخطأ الموحد (بالإنجليزية: stderr)‏. في الأصل إ/إ تحدث عبر أجهزة متصلة بوحدة التحكم (بالإنجليزية: console)‏ (مثلاً لوحة المفاتيح أو الشاشة)، ولكن التيارات الموحدة تُجرد هذا الأمر. عندما يُنفذ أمر ما عبر الصدفة التفاعلية (بالإنجليزية: interactive shell)‏ تكون التيارات عادةً متصلة بالمطراف (بالإنجليزية: terminal)‏ التي تعمل فوقها الصدفة، ولكن يمكن تغييرها بإعادة التوجيه أو الأنببة (بالإنجليزية: pipelining)‏. بشكل عام، يمكن لعملية فرعية (بالإنجليزية: child process)‏ أن تأخذ التيارات الموحدة الخاصة بالعملية الأساسية.